# Левіт
Левіти (/ˈliːvaɪt/ LEE-vyte; іврит: לְוִיִּם, латиницею Lǝvīyyīm) або левити - єврейські чоловіки, які претендують на батьківське походження з коліна Левія. Плем'я Леві походить від Левія, третього сина Якова та Лії. Прізвище Халеві, яке складається з івритського означеного артикля "ה" Ха- ("той") плюс Леві ("левіт"), не є переконливим щодо приналежності до левітів; титульне використання Ха-Леві вказує на приналежність до левітів. Дочка левіта - Bat Levi (івритом "бат" означає "дочка").
Плем'я Левія виконувало особливі релігійні обов'язки для ізраїльтян, а також мало політичні (управління містами притулку) та освітні обов'язки. Своєю чергою, земельні племена повинні були підтримувати левітів десятиною (4 М. 18:21-25), зокрема, десятиною, відомою як Перша десятина, маасер рішон. Когени, підгрупа Левітів, були священиками, які виконували роботу святості в Храмі. Левіти, маючи на увазі тих, хто не був коганом, були спеціально призначені для цього:
- Спів[3] та/або гра на музичних інструментах у храмі
- Служба охоронцями
- Носіння[a]

Коли Ісус Навин привів ізраїльтян у землю Ханаан (Єг. 13:33), сини Левія були єдиним ізраїльським племенем, яке отримало міста, але не мало права бути землевласниками, "бо Сам Господь, Бог Ізраїлю, є їхньою спадщиною" (5 М. 18:2).
У наш час левіти інтегровані в єврейські громади, але зберігають окремий статус. За оцінками, серед ашкеназьких єврейських громад налічується 300 000 левітів, а серед сефардів і мізрахі - приблизно стільки ж разом узятих. Загальний відсоток левітів серед єврейського населення становить близько 4%.

## У сучасній єврейській практиці
Сьогодні левіти в ортодоксальному юдаїзмі продовжують користуватися додатковими правами та обов'язками порівняно з мирянами, хоча ці обов'язки зменшилися зі зруйнування Храму. Наприклад, когани мають право першими викликати до Тори, а вже потім левіти. Левіти також надають допомогу коганам, зокрема, миють їм руки перед тим, як когани виголошують священиче благословення.

Оскільки левіти (і когани) традиційно присвячують себе служінню Богу, для них не існує церемонії Підйон ха-Бен (викуплення первістка):
- син дочки коена або левіта
- син коена або левіта.[7] [8]

Ортодоксальний іудаїзм вірить у відновлення Храму в Єрусалимі та відновлення ролі левітів. Невелика кількість шкіл, переважно в Ізраїлі, готують священиків і левітів до виконання відповідних функцій.
Консервативний юдаїзм, який вірить у відновлення Храму як дому поклоніння і в особливу роль левітів, хоча й не в стародавню систему жертвоприношень, як це практикувалося раніше, визнає, що левіти мають особливий статус. Не всі консервативні громади кличуть коганів і левітів на перше і друге читання Тори, і багато з них більше не виконують таких ритуалів, як священиче благословення і Підйон га-Бен, в яких когани і левіти відіграють особливу роль.
Реконструктивний і реформістський юдаїзм не визнає відмінностей між коганами, левітами та іншими євреями.

### Відносини з Коганами
Традиційно вважається, що когани мають пряме батьківське походження від біблійного Аарона з коліна Левія, що відповідає галахічним вимогам. Походження імені/терміну "Леві" на івриті залишається неясним. Деякі гіпотези пов'язують це ім'я з івритським коренем lwh, арамейським коренем lwy або арабським коренем lwy.
Іменник коен використовується в Торі для позначення священиків, як ізраїльських, так і не ізраїльських, наприклад, ізраїльського народу в цілому, а також священиків (івр. kohanim) Ваала. Під час існування Храму в Єрусалимі когани виконували щоденні та святкові (Йом-Тов) обов'язки жертовних приношень.
Сьогодні когани зберігають менший, хоча й дещо відмінний статус в юдаїзмі, і на них накладаються додаткові обмеження згідно з ортодоксальним юдаїзмом. Під час священичого благословення левіти традиційно омивають руки коганімів перед благословенням Дому Ізраїлю. ("Первісток омиває руки Коена, якщо немає левіта").

### Бат Леві
У ортодоксальному юдаїзмі діти бат-леві, як і діти бат-когена, незалежно від племені батька дитини або сімейного стану матері, зберігають традиційне звільнення для своїх дітей від вимоги бути викупленими через Підйон ха-Бен.
Консервативний юдаїзм дозволяє бат-леві виконувати практично всі ритуали, які виконував би левій-чоловік, включно із закликом до Тори для левітської алії в тих консервативних синагогах, які зберегли традиційні племінні ролі та модифікували традиційні гендерні ролі. В Ізраїлі консервативний/масорті юдаїзм не поширює вшанування Тори ні на бат Коена, ні на бат Леві.

### Левіти і Голокост
У 1938 році, під час спалаху насильства, що став відомим як Кришталева ніч, американський ортодоксальний рабин Менахем Ха-Коен Рісікофф написав про центральну роль, яку він бачив для священиків і левітів у єврейській та світовій реакції, у богослужінні, літургії та тешуві, покаянні. У книзі "Священики і левіти" (1940) він підкреслював, що члени цих груп існують між історією (внизу) і відкупленням (вгорі), і повинні діяти в унікальний спосіб, щоб спонукати інших до молитви і дії, а також допомогти покласти край стражданням. Він писав: "Сьогодні ми також переживаємо час потопу, але не води, а яскравого вогню, який спалює і перетворює єврейське життя на руїну. Зараз ми тонемо в потоці крові... Через коганів і левітів прийде допомога всьому Ізраїлю".

## Левітське населення

### Дослідження левітської Y-хромосоми
Дослідження Y-хромосоми, проведене в 2003 році Бехаром та ін., вказало на множинне походження ашкеназьких левітів, які складають приблизно 4% серед ашкеназьких євреїв. Вони виявили, що гаплогрупа R1a1a (R-M17), рідкісна на Близькому Сході або серед сефардських євреїв, присутня у понад 50% ашкеназьких левітів, тоді як решта батьківської лінії ашкеназьких левітів має певне близькосхідне походження, включаючи гаплогрупи Y-хромосоми E3b, J2, F, R1b, K, I, Q, N і L. Гаплогрупа R1a1a найчастіше зустрічається серед людей східноєвропейського походження, від 50 до 65% серед сербів, поляків, московитів та українців. У Південній Азії R1a1a часто спостерігається з високою частотою в ряді демографічних груп, досягаючи понад 70% у брамінів Західної Бенгалії в Індії та серед народу мохані в провінції Сінд, Пакистан. [Дані Бехара вказують на те, що можливим поясненням може бути подія заснування, пов'язана з "інтрогресією" від одного до п'ятдесяти неєврейських європейських чоловіків, що відбулася в часи, близькі до початкового формування і заселення ашкеназької громади. Як припускають Небель, Бехар і Ґольдштейн:
хоча ні склад гаплогруп NRY більшості ашкеназьких євреїв, ні склад мікросателітних гаплотипів гаплогрупи R1a1 серед ашкеназьких левітів не узгоджується з великим хозарським або іншим європейським походженням, як припускають деякі автори (Baron 1957; Dunlop 1967; Ben-Sasson 1976; Keys 1999), не можна виключати важливий внесок одного або кількох засновників серед сучасних ашкеназьких левітів".
Стаття 2013 року Сіірі Рутсі та ін. підтвердила близькосхідне походження всіх ашкеназьких левітів, включаючи носіїв R1a Y-хромосоми, і спростувала хозарську гіпотезу ашкеназьких предків:
Попередні дослідження Y-хромосоми продемонстрували, що ашкеназькі левіти, члени єврейської касти левітів, що успадковується по батькові, демонструють особливу засновницьку подію в R1a, найпоширенішій гаплогрупі Y-хромосоми у Східній Європі. Тут ми представляємо аналіз 16 повних послідовностей R1 і показуємо, що набір з 19 унікальних нуклеотидних замін визначає ашкеназьку лінію R1a. Хоча наше дослідження однієї з них, M582, у 2834 зразках R1a виявило її відсутність у 922 східноєвропейців, ми показали, що вона присутня у всіх зразках R1a ашкеназьких левітів, а також у 33,8% інших ашкеназьких єврейських чоловіків R1a і 5,9% з 303 чоловіків R1a з Близького Сходу, де вона демонструє значно більшу різноманітність. Більше того, лінія M582 також зустрічається з низькою частотою в неашкеназьких єврейських популяціях. На відміну від раніше припущеного східноєвропейського походження ашкеназьких левітів, нинішні дані вказують на географічне джерело лінії засновників левітів на Близькому Сході і її ймовірну присутність серед євреїв до діаспори.
У пізнішому дослідженні 2017 року Бехар та ін. переглянули свою спочатку пом'якшену позицію, дійшовши висновку, що "близькосхідне походження ашкеназьких левітів, засноване на тому, що раніше було відносно обмеженою кількістю зареєстрованих зразків, тепер можна вважати твердо підтвердженим", уточнивши, що "багата варіація гаплогрупи R1a за межами Європи, яка філогенетично відокремлена від типово європейських гілок R1a", маючи на увазі підклас R1a-Y2619.

### Родовід
Наявність прізвища Леві або пов'язаного з ним терміну не обов'язково означає, що людина є левітом, і багато відомих левітів не мають таких прізвищ.
Левітський статус передається в сім'ях від батька до дитини, народженої від матері-єврейки, як частина генеалогічної традиції сім'ї. Племінний статус левіта визначається за батьківською лінією, тому дитина, біологічний батько якої є левітом (у випадках усиновлення або штучного запліднення статус визначається за генетичним батьком), також вважається левітом. Єврейський статус визначається матрилінійним походженням, тому для надання дітям левітного статусу необхідно, щоб обидва біологічні батьки були ізраїльтянами, а біологічний батько - левітом.
Відповідно, наразі не існує жодної гілки юдаїзму, яка б розглядала левітний статус як такий, що надається за матрилінійним походженням. Він або надається по батьківській лінії від матері-єврейки, у традиційний спосіб, або його не існує і не надається взагалі.

### Левітські прізвища
Деякі левіти взяли споріднене прізвище, щоб позначити свій статус. Через різні географічні місця проживання, прізвища мають кілька варіацій: 
- Alouwi – арабський варіант сефардського походження
- Aguiló – прізвище євреїв з Майорки ( Xuetes )
- Базес – левітське прізвище.
- Бенвеніст – сефардське левітське прізвище. [25] [26]
- Епштейн – одна з європейських ліній, що походить від Зерахії Га-Леві з Сефараду
- HaLevi, Halevi і Halevy – іврит, що означає «Леві» або «Левіт»
- Горовіц Га-Леві, або просто Горовіц/Гурвіц/Гурвич/Гуревич — європейське левітське прізвище, що походить від Ісаї Горовіца Галеві, нащадка Зерахії Га-Леві з Сефараду
- Лаві – поширене левітське прізвище
- Leefsma – фризьке прізвище
- Leevi – фінська варіація
- Лев – спрощений московитський варіант Леві
- Levai, Lévai та Lévay — левітське прізвище, яке спочатку означало «людина з Левіц », але згодом використовувалося євреями, які були змушені змінити своє ім'я під час Голокосту
- Leven – шведська варіація
- Левенте – угорський варіант
- Lévi, Levi, Lévy або Levy – іврит для "левітів", однаково поширений у ашкеназьких і сефардських групах
- Levian/Livian/Benlevi/Liviem – персько-єврейські варіації
- Lević, також Levinić, Prelević – хорватські або сербські варіанти
- Levin — російська варіація, також Levine, Lavin або Lavine ( [ləˈviːn], що римується з «яру», або в деяких випадках далі англізується до [lɪˈvaɪn], римується з «божественний») і Lewin польський варіант. Іноді доповнюється німецьким «thal» (долина) до Levinthal або Leventhal і -sohn і -son до Levinson або Levinsohn як по батькові, а також слов'янськими суфіксами -ski та -sky Levinski, Levinsky, Lewinski та Lewinsky («e» часто замінено на "а" в німецьких областях).
- Левіт, також Левіт — переважно з Бессарабії в Румунії, Молдові та південній Україні
- Левіта – Еліа Левіта, предок Девіда Кемерона
- Левієв – русифіковане прізвище (з додаванням єв/єв ), яке носить багато бухарських євреїв Середньої Азії. Іноді пишеться Leviev або навіть Levaev .
- Lewi або Lewj (польська, Леві і Леві )
- Lewicki – польське «з левітів», також Lewicka, Lewycka, Lewycki, Lewycky, Lewicky, Levicki, Levicky (також може походити від топонімів у Польщі)
- Lewita – польська Levite або Levita латинізована, зі слов'янським суфіксом -an/у Lewitan, Levitan, Levitin, Lewitin, Lewitinn, і з додатковим суфіксом -ski/sky Levitanski, Lewitanski, Levitanski, також Lewitas, Levitas, литовська, білоруська, Leyva іспанська Сефард, також, але рідко , Лефіт, Лафіт, Лафіт, французького сефардського походження. [24]
- Варіанти з ідиш Лейвік, домашня форма Лейві: левицький український варіант, також Левіч, Левіс, Левіц, Левич, Левіц, Льюїс, а також із суфіксами -ski та -sky Левицький, Левицький, Левицький, Левицький і Левицький («е» та "s" часто замінюється на "a" та "z" у німецьких областях)
- Loewy, Löwi, Löwy і Loewe німецькі або швейцарські варіації (хоча звичайне походження цих імен Löwe, німецьке слово, що означає « лев »). [24]
- Сегал – скорочено "Сеген Леві" (вторинний левіт)
- Урфалі або Леві Урфалі (також Леві Абуд, Леві Аслан, Леві Хамамі ) — прізвище громади урфалімців, яке було переважно левітського походження.
- Zemmel – скорочено «Зехер мі-Шевет Леві» (нащадок племені левітів)

#### Сучасні левіти
Нижче наведені деякі левітів з нелевітськими прізвищами в сучасному світі:
- Френк Гері [27]
- Хаїм Герцог [28]
- Норман Лір [29]

## Дивіться також
- Коген
- Самаряни
- Урфалім

## Пояснювальні виноски
1. ↑  a Levite assigned to one area was punishable by death for encroaching on one of the other two areas. Kohathites who carried the holy items could not look at the ark or they died, since they were not descendants of Aaron Numbers 4.17-20
2. ↑  The child of a Bat Levi has no Levi status.[джерело?]

## Більше інформації
- Grena, G. M. (2004). LMLK: A Mystery Belonging to the King Vol. 1. Redondo Beach, California: 4000 Years of Writing History. ISBN 0-9748786-0-X.

## Зовнішні посилання
- Двадцять чотири місця в Танаху, де коганів називають левіями - Kehuna.org
- Спадщина родини Коен-Леві
- LeviteDNA.org – сайт про ашкеназьких левітів R1a